# Gare de Skhirat
Pour les articles homonymes, voir Skhirat (homonymie).
La gare de Skhirat est une gare ferroviaire marocaine, située dans la ville de Skhirat. Elle est desservie par le Train navette rapide (TNR).

## Situation ferroviaire
La gare de Skhirat se situe sur l'axe ferroviaire Rabat-Casablanca, l'axe le plus fréquenté au Maroc.

## Service des voyageurs
Elle est desservie par le Train navette rapide (TNR) qui circule sur la relation Casablanca (gare de Casa-Port) - Kénitra (gare de Kénitra).

## Correspondances
La gare est desservie par les lignes de bus ALSA-City Bus  306  et  306B .